# Heedless Moths
Heedless Moths is een Amerikaanse dramafilm uit 1921 onder regie van Robert Z. Leonard. Destijds werd de film in Nederland uitgebracht onder de titel Noodlottige schoonheid. De film is wellicht zoekgeraakt.

## Verhaal
Een beeldhouwer en zijn naaktmodel zijn verliefd op elkaar. De vrouw van de beeldhouwer heeft een affaire met een dilettant. Het model redt op een avond het huwelijk van de beeldhouwer door de plaats van zijn vrouw in te nemen.

## Rolverdeling
| Acteur         | Personage                     |
| -------------- | ----------------------------- |
| Holmes Herbert | De beeldhouwer                |
| Hedda Hopper   | Zijn vrouw                    |
| Ward Crane     | De dilettant                  |
| Tom Burrough   | De wijze                      |
| Audrey Munson  | Zichzelf                      |
| Jane Thomas    | Audrey Munson (op het scherm) |
| Henry Duggan   | De geest van de boog          |
| Irma Harrison  | De prooi                      |